# Pandemia de COVID-19 în Bulgaria
Pandemia de coronavirus COVID-19 din Bulgaria a fost confirmată prima dată la 8 martie 2020 la Plevna. Existau, la 13 martie,  62 cazuri confirmate, 45 cazuri în Sofia, 6 în Lom, 3 în Vasilovți, 4 în Plevna, 1 în Varna, 1 în Bansko și 2 în Gabrovo și un total de 2 decese.
O comisie națională de reacție la amenințarea pandemiei COVID-19 a fost formată la 24 februarie de către Guvernul Bulgariei.